# جيب برادلي
جيب برادلي (بالإنجليزية: Jeb Bradley)‏ هو مسير أعمال وسياسي أمريكي، ولد في 20 أكتوبر 1952 في الولايات المتحدة. حزبياً، نشط في الحزب الجمهوري.

## مناصب
- في انتخابات مجلس النواب الأمريكي 2002 [الإنجليزية]‏، انتخب عضو مجلس النواب الأمريكي عن دائرة New Hampshire's 1st congressional district [الإنجليزية]‏ وقد انضم خلال فترته النيابية [الإنجليزية]‏ (7 يناير 2003 – 3 يناير 2005)  للكتلة البرلمانية الحزب الجمهوري.
- في انتخابات مجلس النواب الأمريكي 2004 [الإنجليزية]‏، انتخب عضو مجلس النواب الأمريكي عن دائرة New Hampshire's 1st congressional district [الإنجليزية]‏ وقد انضم خلال فترته النيابية [الإنجليزية]‏ (4 يناير 2005 – 3 يناير 2007)  للكتلة البرلمانية الحزب الجمهوري.
- انتخب عضو مجلس نواب نيوهامبشير (1990 – 2002).
- انتخب عضو مجلس ولاية نيوهامبشير (1 ديسمبر 2010 – ).
- انتخب عضو مجلس النواب الأمريكي (3 يناير 2003 – 3 يناير 2007).